# Трифон Іванов (вчений)
Трифон Первулов Іванов (нар. 7 лютого 1918, Раброво) — болгарський вчений в області технології вина. Професор з 1967 року.

## Біографія
Народився 7 лютого 1918 року в селі Раброво (тепер Видинської області Болгарії). 1943 року закінчив Софійський державний університет. Займався на освітньою та науковою роботою. Член Болгарської комуністичної партії з 1944 року. З 1962 року — завідувач кафедрою технології вина Вищого інституту харчової і смакової промисловості (Пловдив).
Нагороджений орденом «Народна Республіка Болгарія», орденом «9 вересня 1944 року» і «Народним орденом праці».

## Наукова діяльність
Основні наукові праці присвячені розробці методів і обладнання виробництва ігристого низькоспіртуозного ароматизованого вина Біляна, безперервної дистиляції зброджених виноградних вичавок; безперервного бродіння у виробництві білих вин із залишковим цукром, питань отримання ігристих білих вин і технології виробництва червоних вин. Власник 6 авторських свідоцтв. Автор 75 наукових праць. Зокрема:
- Технология на виното. — 3-о изд. — Пловдив, 1972.